# Proxy (Klimaforschung)

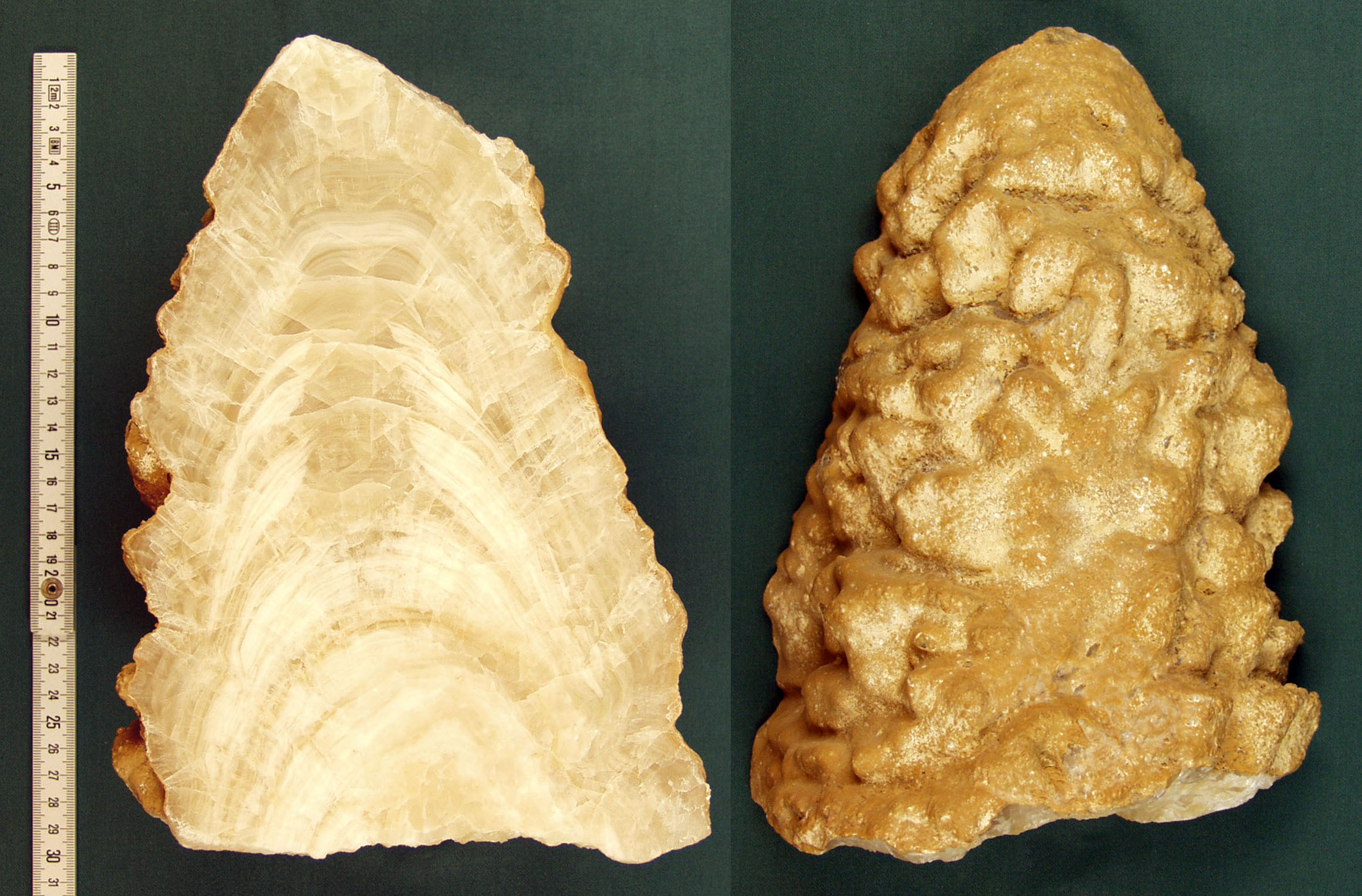
Bänder eines Stalagmiten; die Schichtung zum Beispiel erlaubt oft Rückschlüsse auf vergangene Niederschlagsverhältnisse

Weltweite Verteilung der Daten wichtiger Klimaproxys, wie sie März 2022 im NOAA World Data Center for Paleoclimatology verzeichnet waren

Ein Klimaproxy (englisch proxy „Stellvertreter“) ist ein indirekter Anzeiger des Klimas, der in natürlichen Archiven wie Baumringen, Stalagmiten, Eisbohrkernen, Korallen, See- oder Ozeansedimenten, Pollen oder menschlichen Archiven wie historischen Aufzeichnungen oder Tagebüchern aufgezeichnet wurde. Klimaproxys können zur Rekonstruktion des Klimas der Vergangenheit herangezogen werden, als noch keine instrumentelle Aufzeichnung existierte.
Aus einem Proxy lässt sich ein qualitatives Bild über vergangene Änderungen von Klimaelementen gewinnen, es lassen sich beispielsweise Perioden nach wärmer – kälter, trockener – feuchter unterscheiden.
Um aus einem Klimaproxy ein quantitatives Bild über Temperaturen, Niederschläge oder andere vergangene Klimazustände zu erhalten, muss man eine Transferfunktion, auch Klimaproxy-Funktion genannt, durch Kalibrierung und Verifizierung herleiten.
1. Am Anfang steht die Altersbestimmung des untersuchten Archivs und die zeitliche Einordnung der Proxydaten.
2. Man wählt einen Zeitraum, für den Daten der gesuchten klimatischen Größe schon vorliegen, zum Beispiel instrumentelle Messdaten. Man kalibriert die Proxydaten an den Messdaten, das heißt, man leitet eine funktionale Beziehung, die Transferfunktion, zwischen Proxy- und Messdaten her.
3. Anhand dieser Transferfunktion berechnet man für einen weiteren Zeitraum, für den ebenfalls schon Daten der gesuchten klimatischen Größe vorliegen, aus den Proxydaten die erwarteten Klimadaten. Diese so berechneten Daten vergleicht man mit den vorliegenden Daten und prüft, ob die Berechnung hinreichend genau ist; man verifiziert die Transferfunktion,
4. Nun kann man für Zeiträume, für die keine Messdaten vorliegen, aus den Proxydaten näherungsweise Klimagrößen berechnen.

Proxys für die Rekonstruktion von Temperaturen vergangener Zeiten sind beispielsweise TEX86 und δ18O (Delta-O-18), wobei das letztgenannte Verfahren auch Aussagen zur Niederschlagsintensität ermöglicht.